# آندریا آرملینی
آندریا آرملینی (انگلیسی: Andrea Armellini؛ زادهٔ ۲ ژوئیهٔ ۱۹۷۰) بازیکن فوتبال است.
از باشگاه‌هایی که در آن بازی کرده‌است می‌توان به باشگاه فوتبال چزنا اشاره کرد.